# Fred Hynes
Frederic Charles Hynes (* 8. Mai 1908 in Nashville, Tennessee; † 10. Februar 1992 in Los Angeles, Kalifornien) war ein US-amerikanischer Toningenieur.

## Leben
1933 hatte Hynes mit dem Film Flaming Gold als Sound Recording Assistent seine erste filmische Arbeit geleistet. Insgesamt hat er im Laufe seiner Karriere als Toningenieur 7 Oscars für seine Arbeit gewonnen, von denen zwei Ehrenoscars waren. Er war Vorsitzender des Todd-AO Sound Department und zog sich 1972 aus dem aktiven Filmgeschäft zurück.
Am 21. April 1943 heiratete Hynes Donna Murphy, mit welcher er nun im Logan County, Ohio auf dem Fairview Cemetery bestattet ist.

## Auszeichnungen
- Oscars 
  - 1956: gewonnen für Oklahoma
  - 1959: gewonnen für Süd Pazifik
  - 1960: nominiert für Porgy und Bess
  - 1961: gewonnen für Alamo
  - 1962: gewonnen für West Side Story
  - 1964: nominiert für Cleopatra
  - 1966: gewonnen für Meine Lieder – meine Träume
  - 1981: Medal of Commendation
  - 1988: Gordon E. Sawyer Award

## Filmografie (Auswahl)
- 1933: Flaming Gold
- 1935: Chasing Yesterday
- 1951: Two Lost Worlds
- 1955: Oklahoma
- 1956: In 80 Tagen um die Welt (Around the World in Eighty Days)
- 1957: Von Rache getrieben (The Halliday Brand)
- 1958: Süd Pazifik
- 1960: Alamo
- 1961: West Side Story
- 1963: Cleopatra
- 1965: Meine Lieder – meine Träume (The Sound of Music)
- 1966: Die Bibel (The Bible: In the Beginning... )
- 1968: Tschitti Tschitti Bäng Bäng (Chitty Chitty Bang Bang)
- 1969: Westwärts zieht der Wind (Paint Your Wagon)
- 1971: Mad Dogs & Englishmen